# Liberty Bowl Memorial Stadium
O Liberty Bowl Memorial Stadium é um estádio localizado em Memphis, Tennessee, Estados Unidos, possui capacidade total para 62.380 pessoas, é a casa do time de futebol americano universitário Memphis Tigers football da Universidade de Memphis. O estádio foi inaugurado em 1963.